# Małgosia Bela

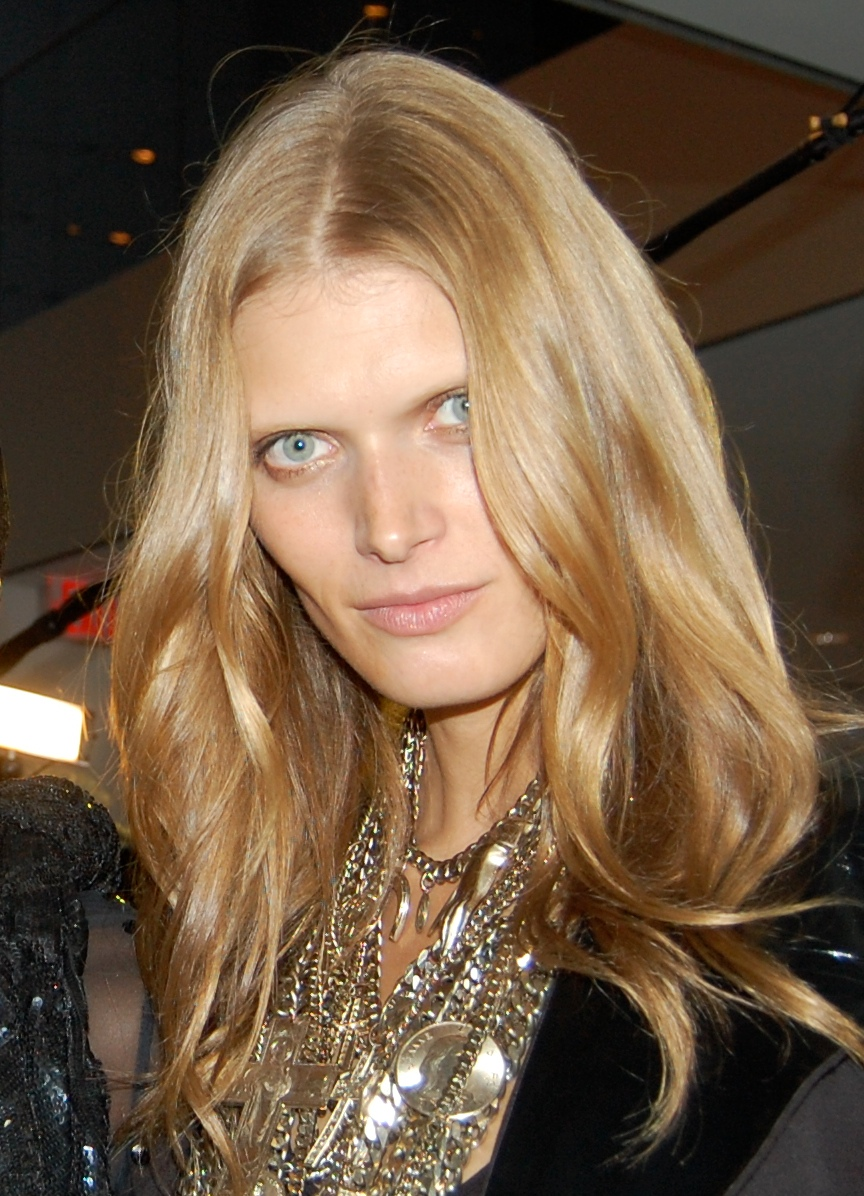
Małgosia Bela (2007)

Małgosia Bela, eigentlich Małgorzata Bela (* 6. Juni 1977 in Krakau), ist ein polnisches Fotomodell und Schauspielerin.
Małgosia Bela besuchte in Krakau eine Musikschule und studierte an der Jagiellonen-Universität polnische Philologie. Von einer polnischen Modelagentur wurde sie überzeugt nach New York zu gehen, um dort als Model zu arbeiten. Sie arbeitete dort mit Fotografen wie Paolo Roversi, Peter Lindbergh, Craig McDean, Steven Klein, David Sims, Mario Testino, Mario Sorrenti und Steven Meisel. Viermal erschien sie als Titelbild der italienischen Ausgabe von Vogue. Die junge polnische Filmregisseurin Małgorzata Szumowska engagierte das erfolgreiche Model für ihren Film Ono (dt. Titel: Leben in mir), der auf der Berlinale 2005 in der Sektion Panorama gezeigt wurde.
Von dieser Arbeit beflügelt, begann sie in New York am Actors Studio Schauspielunterricht zu nehmen und erhielt in der italienischen Filmproduktion Karol – Ein Mann, der Papst wurde eine Hauptrolle.
Małgosia Bela ist seit 2013 verheiratet mit dem Herausgeber des Magazins Lui, Jean-Yves Le Fur.

## Filmografie
- 2004: Leben in mir (Ono), Regie: Małgorzata Szumowska
- 2005: Karol – Ein Mann, der Papst wurde (Karol, un uomo diventato Papa), Regie Giacomo Battiato
- 2011: Bez tajemnic (Fernsehserie, 8 Episoden)
- 2016: Await (Kurzfilm), Regie: Ferdinando Cito Filomarino,
- 2017: Closing In (Kurzfilm), Regie: Ferdinando Cito Filomarino
- 2018: Suspiria, Regie: Luca Guadagnino